# Саміти Україна — ЄС
Саміти Україна — ЄС є найвищим рівнем політичного діалогу між Україною та Європейським Союзом (ЄС) і щорічно відбуваються почергово в Україні та ЄС на підставі Угоди про асоціацію між Україною та ЄС. Перший саміт пройшов 5 вересня 1997 року у Києві. Відтоді було проведено 24 чергові та один позачерговий саміт. Останній 24-й черговий саміт пройшов 3 лютого 2023 року у Києві.
Засідання проходять за участю Президента України, Президента Європейської Ради та Президента Європейської Комісії. На самітах розглядаються двосторонні або міжнародні питання, що становлять взаємний інтерес, а також здійснюється загальний нагляд за виконанням Угоди про асоціацію. Зустрічі у рамках самітів надають сторонам можливість на найвищому рівні підбити підсумки співробітництва між Україною та ЄС за рік, що минув, визначити пріоритети взаємодії на найближче майбутнє, обговорити розвиток ситуації в Україні та Європейському Союзі, а також узгодити позиції щодо актуальних міжнародних питань.

## Список самітів
З 1997 року відбулося 23 чергові та один позачерговий саміт Україна — ЄС.
| №            | Дата зустрічі     | Місто      | Країна     |
| ------------ | ----------------- | ---------- | ---------- |
| 1-й          | 5 вересня 1997    | Київ       | Україна    |
| 2-й          | 16 жовтня 1998    | Відень     | Австрія    |
| 3-й          | 23 липня 1999     | Київ       | Україна    |
| 4-й          | 15 вересня 2000   | Париж      | Франція    |
| 5-й          | 11 вересня 2001   | Ялта       | Україна    |
| 6-й          | 4 липня 2002      | Копенгаген | Данія      |
| 7-й          | 7 жовтня 2003     | Ялта       | Україна    |
| 8-й          | 8 липня 2004      | Гаага      | Нідерланди |
| 9-й          | 1 грудня 2005     | Київ       | Україна    |
| 10-й         | 27 жовтня 2006    | Гельсінкі  | Фінляндія  |
| 11-й         | 14 вересня 2007   | Київ       | Україна    |
| 12-й         | 9 вересня 2008    | Париж      | Франція    |
| 13-й         | 4 грудня 2009     | Київ       | Україна    |
| 14-й         | 22 листопада 2010 | Брюссель   | Бельгія    |
| 15-й         | 19 грудня 2011    | Київ       | Україна    |
| 16-й         | 25 лютого 2013    | Брюссель   | Бельгія    |
| позачерговий | 21 березня 2014   | Брюссель   | Бельгія    |
| 17-й         | 27 квітня 2015    | Київ       | Україна    |
| 18-й         | 24 листопада 2016 | Брюссель   | Бельгія    |
| 19-й         | 13 липня 2017     | Київ       | Україна    |
| 20-й         | 9 липня 2018      | Брюссель   | Бельгія    |
| 21-й         | 8 липня 2019      | Київ       | Україна    |
| 22-й         | 6 жовтня 2020     | Брюссель   | Бельгія    |
| 23-й         | 12 жовтня 2021    | Київ       | Україна    |
| 24-й         | 3 лютого 2023     | Київ       | Україна    |

Чергові саміти проходили щорічно окрім 2012 та 2022 року:
- Саміт, запланований на кінець 2012 року, був відкладений на початок 2013 року за ініціативи ЄС через політичну ситуацію в Україні.[7]
- Саміт, запланований на грудень 2022 року, був відкладений на початок 2023 року через брак реальних результатів такої зустрічі з боку ЄС, які можна б було продемонструвати на саміті.[6]

Позачерговий саміт пройшов 21 березня 2014 року у Брюсселі задля підписання політичної частини Угоди про асоціацію між Україною та ЄС.

## Історія

### 1-й саміт (1997)
5 вересня 1997 року у Києві відбувся 1-й Саміт Україна – Європейський Союз. Українську делегацію очолював Президент України Леонід Кучма. Делегацію ЄС представляли Президент Європейської Ради Жан-Клод Юнкер і Президент Європейської Комісії Жак Сантер.
У ході зустрічі було підтверджено європейський вибір України згідно з Угодою про партнерство і співробітництво між Україною та Європейськими співтовариствами та їхніми державами-членами, підписаною у 1994 році; обговорено питання розбудови спільної договірно-правової бази відносин, розглянуто шляхи поглиблення економічного співробітництва.
На полях Саміту підписано угоду між Європейським співтовариством вугілля та сталі й Урядом України щодо торгівлі сталеливарною продукцією.

### 2-й саміт (1998)
16 жовтня 1998 року у Відні відбувся 2-й Саміт Україна – Європейський Союз. Українську делегацію очолював Президент України Леонід Кучма. Європейську делегацію представляли Президент Європейської Ради Віктор Кліма, Президент Європейської Комісії Жак Сантер та Генеральний секретар Європейської Ради.
Лідери назвали співробітництво між Україною та ЄС «стратегічним та унікальним партнерством» й обговорили низку питань співпраці у сфері зовнішньої політики та політики безпеки.
Україна вперше заявила про прагнення на асоційованих правах взаємодіяти з Європейським Союзом, а ЄС узяв до уваги відповідні положення Стратегії інтеграції України до Європейського Союзу, затвердженої Указом Президента України від 11 червня 1998 року.

### 3-й саміт (1999)
23 липня 1999 року у Києві відбувся 3-й Саміт Україна – Європейський Союз. Українську делегацію очолював Президент України Леонід Кучма. Делегацію ЄС представляли Президент Європейської Ради Пааво Ліппонен і Президент Європейської Комісії Жак Сантер.
Лідери погодили розпочати роботу із запровадження режиму вільної торгівлі між Україною та ЄС. Зокрема було вирішено зосередитися на скасуванні бар’єрів для торгівлі та інвестицій. ЄСівська сторона привітала підписання парасолькової угоди INOGATE та українську ініціативу провести Балто-Чорноморський саміт як внесок України у розвиток регіонального співробітництва.
Україна та ЄС підтвердили свої зобов’язання реалізувати Меморандум про взаєморозуміння Групи Семи щодо закриття Чорнобильської АЕС задля гарантування розвитку в Україні ефективного й екологічно безпечного енергетичного сектору.

### 4-й саміт (2000)
15 вересня 2000 року у Парижі відбувся 4-й Саміт Україна – Європейський Союз. Українську делегацію очолював Президент України Леонід Кучма. Делегацію ЄС представляли Генеральний секретар Ради – Верховний представник зі спільної зовнішньої і безпекової політики ЄС Хав’єр Солана, Президент Франції Жак Ширак і Президент Європейської Комісії Романо Проді.
Сторони привітали ухвалення Європейською Радою Спільної стратегії Європейського Союзу щодо України.
Україна поінформувала про темпи реалізації Стратегії інтеграції України до ЄС, зокрема про ухвалення національної Програми інтеграції України до ЄС.
ЄС підтримав намір України наближати систему стандартів  оцінки у сфері торгівлі до ЄСівських та привітав сумлінне виконання Україною вимог Угоди СОТ про технічні бар’єри в торгівлі.

### 5-й саміт (2001)
11 вересня 2001 року в Ялті відбувся 5-й Саміт Україна – Європейський Союз. Українську делегацію очолював Президент України Леонід Кучма. Делегацію ЄС представляли Генеральний секретар Ради – Високий представник зі спільної зовнішньої і безпекової політики ЄС, Президент Європейської Ради Гі Верхофстадт і Президент Комісії Європейських Співтовариств Романо Проді.
Сторони домовилися про вдосконалення законодавчої бази України у галузі ЗМІ, безпеки та умов праці журналістів. Наголошено на важливості проведення неупереджених розслідувань злочинів, скоєних проти журналістів. ЄС запевнив, що продовжуватиме надавати підтримку зусиллям України, спрямованим на розвиток вільних та незалежних ЗМІ.
ЄС привітав Урядову програму економічних реформ та закликав до подальших кроків у сферах оподаткування, стандартизації, політики конкуренції та державної допомоги, а також до продовження масштабної приватизації за прозорих ринкових умов.
Сторони домовилися спільно боротися з організованою злочинністю, відмиванням грошей, незаконним обігом наркотиків і зброї, а також тісно співпрацювати з питань нелегальної міграції, притулку, контрабанди і торгівлі людьми.
Саміт проходив після «касетного скандалу» за участю президента Кучми й після зникнення журналіста Георгія Гонгадзе. За підсумками саміту Європейський Союз зробив неприємні для України зауваження: ЄС розкритикував втручання української влади в роботу засобів масової інформації, а також відзначив інші порушення демократичних стандартів.

### 6-й саміт (2002)
4 липня 2002 року в Копенгагені відбувся 6-й Саміт Україна – Європейський Союз. Українську делегацію очолював Президент України Леонід Кучма. Європейську делегацію представляли Генеральний секретар Ради  – Високий представник зі спільної зовнішньої і безпекової політики ЄС Хав’єр Солана, Президент Європейської Ради Андерс Фог Расмуссен і Президент Комісії Європейських Співтовариств Романо Проді.
ЄС закликав продовжувати реформи в українському енергетичному секторі, включно з приватизацією в енергогенеруючому та енергорозподільчому секторах, а також реформи у вугільній галузі, було схвалено заснування трьох робочих груп Україна – ЄС в галузі енергетики (з енергетичної стратегії, енергоефективності та транзиту газу).
Сторони домовилися про посилення співробітництва в транспортній сфері. Зокрема, ЄС привітав приєднання України до міжнародних договорів Європейської організації з безпеки аеронавігації (Євроконтроль) і підтримав її заявку на приєднання до Об’єднаної Авіаційної Влади (JAA).

### 7-й саміт (2003)
7 жовтня 2003 року в Ялті відбувся 7-й Саміт Україна – Європейський Союз. Українську сторону представляв Президент України Леонід Кучма. Делегацію представляли Генеральний секретар Ради – Високий представник зі спільної зовнішньої і безпекової політики ЄС Хав’єр Солана, Президент Європейської Ради Сільвіо Берлусконі і Президент Комісії Європейських Співтовариств Романо Проді.
Сторони обговорили ініціативу ЄС «Розширена Європа – сусідство» та погодилися, що широкий спектр її нових можливостей і відповідних інструментів сприятиме подальшому залученню України до внутрішнього ринку ЄС.

### 8-й саміт (2004)
8 липня 2004 року в Гаазі відбувся 8-й Саміт Україна – Європейський Союз. Українську делегацію представляв Президент України Леонід Кучма. Делегацію ЄС – Високий представник ЄС зі спільної зовнішньої і безпекової політики Хав’єр Солана, Президент Європейської Ради Ян Петер Балкененде і Президент Європейської Комісії Романо Проді.
Цей Саміт був першим після історичного розширення Європейського Союзу, що відбулося 1 травня 2004 року, внаслідок якого Україна та ЄС стали безпосередніми сусідами.
Сторони погодилися з важливістю забезпечення проведення виборів Президента України у жовтні 2004 року, як таких, що відповідають міжнародним стандартам, включно з умовами висвітлення виборчої кампанії у ЗМІ.
Лідери привітали завершення переговорів щодо угоди про сталь, а також схвалення спеціального плану дій, спрямованого на розвиток науково-технічної співпраці між Європейським Союзом і Україною.
Учасники Саміту привітали участь України у європейській правоохоронній місії у Боснії і Герцеговині та колишній Югославській Республіці Македонія. Під час Саміту було підписано угоду про участь України у правоохоронній місії ЄС у колишній Югославській Республіці Македонія.

### 9-й саміт (2005)
1 грудня 2005 року у Києві відбувся 9-й Саміт Україна – Європейський Союз. Українську сторону представляв Президент України Віктор Ющенко. Делегацію ЄС – Президент Європейської Ради Тоні Блер, Високий представник ЄС зі спільної зовнішньої і безпекової політики Хав’єр Солана і Президент Європейської Комісії Жозе Мануель Баррозу.
Лідери наголосили на тому, що відданість демократії та реформам відкрила нові перспективи для України і її відносин з ЄС.
ЄС підтвердив свою готовність розпочати консультації щодо укладення нової посиленої угоди між Україною та ЄС, яка мала прийти на заміну Угоди про партнерство і співробітництво, щойно будуть виконані політичні пріоритети Плану дій Україна-ЄС 2005 року. Україна та ЄС привітали започаткування переговорів щодо укладення угод про спрощення візового режиму і реадмісію.
Лідери ЄС привітали активну і конструктивну роль України у відновленні переговорного процесу із врегулювання Придністровського конфлікту.

### 10-й саміт (2006)
27 жовтня 2006 року у Гельсінкі відбувся 10-й Саміт Україна – Європейський Союз. Делегацію України очолював Президент України Віктор Ющенко. Європейський Союз представляли Президент Європейської Ради Матті Ванганен, Високий представник ЄС зі спільної зовнішньої і безпекової політики Хав’єр Солана, та Президент Європейської Комісії Жозе Мануель Баррозу.
Сторони позитивно оцінили прогрес, досягнутий у виконанні Меморандуму про взаєморозуміння щодо співробітництва у галузі енергетики. Наголошувалося на необхідності посилення безпеки поставок енергоносіїв в Україну та транзиту газу на ринок ЄС.
Було домовлено продовжити виконання проєктів розвитку енергетичної інфраструктури у співпраці з Європейським інвестиційним банком і Європейським банком реконструкції та розвитку для підвищення прозорості транскордонних енергетичних потоків, ефективності роботи газової інфраструктури, удосконалення обліку внутрішнього споживання енергії та взаємопід’єднання електроенергетичних мереж.
ЄС привітав намір України виконати необхідні умови для приєднання до Договору енергетичного співтовариства.

### 11-й саміт (2007)
14 вересня 2007 року у Києві відбувся 11-й Саміт Україна – Європейський Союз. Українську сторону очолював Президент України Віктор Ющенко. Делегацію ЄС представляли Президент Європейської Ради Жозе Сократеш, Високий представник ЄС зі спільної зовнішньої і безпекової політики Хав’єр Солана і Президент Європейської Комісії Жозе Мануель Баррозу.
Сторони схвально відгукнулися щодо започаткування переговорів стосовно нової посиленої угоди, підписання угод про спрощення візового режиму і реадмісію, а також співробітництва з Місією ЄС з питань допомоги на українсько-молдовському кордоні.
Лідери України та ЄС підтвердили наміри далі розвивати співробітництво з урегулювання регіональних конфліктів і нерозповсюдження зброї масового знищення, насамперед у рамках Ініціативи стосовно Глобального партнерства проти розповсюдження матеріалів та зброї масового знищення, боротьби з тероризмом, запобігання надзвичайним ситуаціям, знищення застарілої та надлишкової легкої та стрілецької зброї та боєприпасів.

### 12-й саміт (2008)
9 вересня 2008 року у Парижі відбувся 12-й Саміт Україна – Європейський Союз. На Саміті українську делегацію очолював Президент України Віктор Ющенко. Делегацію ЄС представляли Президент Європейської Ради Ніколя Саркозі, Президент Європейської Комісії Жозе Мануель Баррозу, Високий представник ЄС зі спільної зовнішньої і безпекової політики Хав’єр Солана.
ЄСівська сторона привітала Україну із набуттям членства у СОТ і схвально оцінила прогрес у проведенні економічних реформ. Лідери наголосили, що політична стабілізація в Україні, конституційна реформа, консолідація правової держави, у тому числі в інвестиційній сфері, повне виконання зобов’язань у рамках СОТ є необхідними умовами для продовження реформ та поглиблення відносин між Україною і ЄС.

### 13-й саміт (2009)
4 грудня 2009 року у Києві відбувся 13-й Саміт Україна – Європейський Союз. На Саміті українську сторону очолював Президент України Віктор Ющенко. Делегацію ЄС представляли Президент Європейської Ради Фредрік Райнфельдт, Президент Європейської комісії Жозе Мануель Баррозу і Високий представник ЄС зі спільної зовнішньої і безпекової політики Хав’єр Солана.
Лідери привітали завершення процесу ратифікації Лісабонського Договору, а також створення платформи Східного партнерства.
Сторони привітали розвиток екологічного співробітництва між Україною та ЄС і поглиблення співробітництва з використання відновлювальних джерел енергії та підвищення енергоефективності. Сторони схвалили започаткування Східноєвропейського партнерства з довкілля та енергоефективності.

### 14-й саміт (2010)
22 листопада 2010 року у Брюсселі відбувся 14-й Саміт Україна – Європейський Союз. На Саміті українську делегацію очолював Президент України Віктор Янукович. З боку Європейського Союзу в Саміті взяли участь Президент Європейської Ради Герман ван Ромпей та Президент Європейської Комісії Жозе Мануель Баррозу.
Сторони привітали впровадження Плану дій щодо візової лібералізації для України, а також підтвердили спільне зобов’язання щодо створення поглибленої та всеохопної зони вільної торгівлі між Україною та ЄС з метою інтеграції України до внутрішнього ринку ЄС.
Лідери ЄС привітали підписання Україною Протоколу про приєднання до Договору про Енергетичне Співтовариство.
Під час Саміту було підписано Протокол до Угоди про партнерство і співробітництво між Україною і Європейськими Співтовариствами та їхніми державами-членами про Рамкову угоду між Україною та Європейським Співтовариством про загальні принципи участі України в програмах Співтовариства, серед яких: бізнес, підприємництво, енергетика, інформація, комунікації, технології.
Сторони обговорили питання поваги прав людини, основних свобод, демократичних цінностей та верховенства права, яке засноване на незалежному та неупередженому судочинстві. Вони наголосили, зокрема, на важливості вільних ЗМІ та підтвердили потребу в подальшому зміцненні демократичного розвитку в Україні, зокрема стосовно виборчого права.
ЄСівська сторона закликала українську владу здійснити конституційну реформу у широкий та всеохопний спосіб у тісній співпраці з Венеційською комісією Ради Європи.

### 15-й саміт (2011)
19 грудня 2011 року у Києві відбувся 15-й Саміт Україна – Європейський Союз. Україну представляв Президент Віктор Янукович. Європейський Союз представляли Президент Європейської Ради Герман ван Ромпей і Президент Європейської Комісії Жозе Мануель Баррозу.
Сторони привітали досягнення порозуміння щодо повного тексту Угоди про асоціацію та наполягли на її винятковій важливості для нового етапу розвитку відносин між Україною і ЄС.
Учасники Саміту відмітили прогрес у виконанні Плану дій щодо лібералізації візового режиму і підтвердили свої спільні зобов’язання просуватися до безвізового режиму.
Було підтверджено відданість верховенству права, що охоплює незалежність судової гілки влади, визнаючи цей принцип основою Угоди про асоціацію, а також вказано на виклики у цій сфері, які вимагають невідкладних дій, зокрема шляхом поглиблення судової реформи.

### 16-й саміт (2013)
25 лютого 2013 року у Брюсселі відбувся 16-й Саміт Україна – Європейський Союз. Українську делегацію очолював Президент України Віктор Янукович. З боку Європейського Союзу в Саміті взяли участь Президент Європейської Ради Герман ван Ромпей та Президент Європейської Комісії Жозе Мануель Баррозу.
Сторони обговорили проблематику судової реформи в Україні та привітали набрання чинності новим Кримінальним процесуальним кодексом і новим законодавством про адвокатуру, а також створення Національного превентивного механізму проти тортур.
Було схвально оцінено нове законодавство щодо свободи зібрань та визнано важливість конституційної реформи для створення системи стримувань і противаг стосовно свободи зібрань та засобів масової інформації.
ЄС визнав надійність України як транзитної держави та наголосив на важливості газотранспортної системи України для транспортування газу до держав-членів ЄС, модернізацію якої він продовжуватиме підтримувати.
У контексті парламентських виборів в Україні 28 жовтня 2012 року йшлося щодо необхідності повного виконання рекомендацій ОБСЄ/БДІПЛ, скерованих на усунення виявлених у ході виборів недоліків.
Сторони підтвердили подальшу підтримку роботи моніторингової місії Європейського Парламенту в Україні, зокрема щодо судових справ, які викликають підвищене занепокоєння. Україна запевнила у готовності до швидкого виконання рішень Європейського суду з прав людини і рекомендацій Ради Європи щодо умов утримання ув’язнених осіб та медичної допомоги, що їм надається.
Спочатку саміт планувалося провести наприкінці 2012 року, але зрештою він був відкладений на початок 2013 року за ініціативи ЄС через політичну ситуацію в Україні.

### Позачерговий саміт (2014)
21 березня 2014 року у Брюсселі відбувся позачерговий Саміт Україна – Європейський Союз. На Саміті українську делегацію очолював Прем’єр-міністр України Арсеній Яценюк. З боку Європейського Союзу в Саміті взяли участь Голова Європейської Ради Герман ван Ромпей і Президент Єврокомісії Жозе Мануель Баррозу, а також лідери держав-членів ЄС.
Під час заходу ЄСівська сторона продемонструвала тверду підтримку України в умовах розв’язаної Росією агресії. Відбулася церемонія підписання політичної частини Угоди про асоціацію між Україною та Європейським Союзом, а саме таких складових Угоди: Преамбула, Стаття 1, Розділи І «Загальні принципи», ІІ «Політичний діалог та реформи, політична асоціація, співробітництво та конвергенція у сфері зовнішньої та безпекової політики» і VII «Інституційні, загальні та прикінцеві положення».

### 17-й саміт (2015)
27 квітня 2015 року у Києві відбувся 17-ий Саміт Україна – Європейський Союз. З української сторони у Саміті взяли участь Президент України Петро Порошенко, Прем’єр-міністр України Арсеній Яценюк, Міністр закордонних справ України Павло Клімкін, інші члени Уряду, зі сторони ЄС – Президент Європейської Ради Дональд Туск, Президент Європейської Комісії Жан-Клод Юнкер, Комісар ЄС з Європейської політики сусідства та переговорів з розширення Йоханнес Хан.
Саміт став першим для України та ЄС в умовах дії Угоди про асоціацію, підписання якої стало можливим після Революції гідності.
Виключного значення зазначеній зустрічі на найвищому рівні надали нові безпекові обставини і загрози у контексті агресії РФ проти України та російських дій, спрямованих на підрив міжнародного права та загальноєвропейської безпеки.
Порядок денний Саміту включав обговорення комплексу питань, пов’язаних із розвитком ситуації в і довкола України, включаючи стан імплементації Мінських домовленостей і наслідки окупації АР Крим і міста Севастополь. Крім цього, було обговорено хід виконання Угоди про асоціацію і реалізацію внутрішніх реформ в Україні, хід підготовки до Ризького саміту ініціативи «Східне партнерство», а також питання регіонального характеру.
Під час спільної прес-конференції керівництвом ЄС надані чіткі сигнали на підтримку незалежності, суверенітету і територіальної цілісності України, зусиль України у протидії збройній агресії з боку РФ, зокрема у контексті продовження санкційної політики ЄС, а також процесу реалізації внутрішніх реформ і стабілізації внутрішньоекономічної ситуації.

### 18-й саміт (2016)
24 листопада 2016 року у Брюсселі відбувся 18-й Саміт Україна – Європейський Союз.
Саміт став першим самітом в умовах початку функціонування поглибленої і всеохоплюючої зони вільної торгівлі (ПВЗВТ) з 1 січня 2016 року та другим самітом в умовах імплементації політичної частини Угоди про асоціацію.
Порядок денний Саміту включав обговорення комплексу питань, пов’язаних з розвитком ситуації на сході України, включаючи стан імплементації Мінських домовленостей і наслідки окупації АР Крим і міста Севастополь. Крім того, розглянуто стан виконання Угоди про асоціацію і реалізацію внутрішніх реформ в Україні, а також надання з боку ЄС відповідної підтримки. Окрему увагу було приділено завершенню процесу ратифікації Угоди про асоціацію, перспективам запровадження безвізового режиму для громадян України, співробітництву у сфері енергетики, імплементації ПВ ЗВТ.
Керівництвом Євроінституцій надано чіткі сигнали на підтримку незалежності, суверенітету і територіальної цілісності України, відзначено зусилля нашої держави у протидії агресії з боку РФ, зокрема у контексті продовження санкційної політики ЄС, а також надано високу оцінку досягнутого прогресу у реалізації внутрішніх реформ і стабілізації фінансово-економічної ситуації в Україні.

### 19-й саміт (2017)
12-13 липня 2017 року у Києві відбувся 19-й саміт Україна – Європейський Союз.
19-й Саміт Україна – ЄС став історичним у відносинах між Україною та ЄС – самітом асоціації та безвізу, яким було завершено перший етап європейської інтеграції України.
Порядок денний Саміту включав обговорення комплексу питань, пов’язаних з розвитком ситуації на сході України, включаючи стан імплементації Мінських домовленостей і наслідки окупації АР Крим і м. Севастополь. Було розглянуто стан виконання Угоди про асоціацію і реалізацію внутрішніх реформ в Україні, а також надання з боку ЄС відповідної підтримки. Окрему увагу було приділено завершенню процесу ратифікації Угоди про асоціацію, запровадженню безвізового режиму для громадян України, співробітництву у сфері енергетики, імплементації поглибленої та всеохоплюючої зони вільної торгівлі (ПВ ЗВТ).
Саміт дозволив лідерам України та ЄС узгодити та скоординувати підходи щодо зміцнення політичної асоціації та економічної інтеграції Києва та Брюсселя, а також спільного реагування на стратегічні виклики в умовах динамічних змін глобального політичного ландшафту.

### 20-й саміт (2018)
9 липня 2018 року у Брюсселі відбувся 20-й Саміт Україна – Європейський Союз. Українську делегацію очолював Президент України Петро Порошенко. Євросоюз представляли Президент Європейської Ради Дональд Туск і Президент Європейської комісії Жан-Клод Юнкер.
Сторони підтвердили відданість посиленню політичної асоціації та економічної інтеграції України з Європейським Союзом на основі спільних цінностей демократії, верховенства права і прав людини.
ЄС підтвердив рішучу підтримку незалежності, суверенітету і територіальній цілісності України в межах її міжнародно визнаних кордонів. Було рішуче засуджено агресію РФ проти України та незаконну анексію АР Крим та м.Севастополя Російською Федерацією; проведення Москвою виборів на території незаконно анексованого півострова та погіршення ситуації з правами людини в Криму; будівництво мосту через Керченську протоку без згоди України; мілітаризацію півострова, а також Чорного та Азовського морів.
Європейський Союз привітав масштабне впровадження реформ в Україні, зокрема у сферах охорони здоров’я, пенсійного забезпечення, децентралізації та державного управління, державних закупівель, охорони навколишнього середовища.
Було наголошено на створенні нових законодавчих та інституційних рамок боротьби з корупцією в Україні та результати у цій сфері. Сторони погодилися з необхідністю продовження зусиль в імплементації судової реформи та реформи прокуратури.
Україна та Європейський інвестиційний банк (ЄІБ) на полях саміту підписали угоду про виділення позики на 75 млн євро для реалізації проєкту «Підвищення безпеки автомобільних доріг у містах України».

### 21-й саміт (2019)
8 липня 2019 року у Києві відбувся 21-й Саміт Україна – Європейський Союз. Українську сторону очолював Президент України Володимир Зеленський. Делегацію ЄС представляли Президент Європейської Ради Дональд Туск і Президент Європейської Комісії Жан-Клод Юнкер.
ЄСівська сторона привітала рішення новообраного Президента України здійснити свій перший робочий візит до Брюсселя.
Лідери підтвердили визнання ними європейських прагнень України та привітали закріплений в Угоді про асоціацію європейський вибір, а також успіхи в реалізації Поглибленої і всеосяжної зони вільної торгівлі, які сприяли зростанню двосторонньої торгівлі на близько 50% з її запровадження у січні 2016 року.
Було вкотре рішуче засуджено порушення Росією суверенітету і територіальної цілісності України як наслідок агресії, розпочатої у лютому 2014 року, незаконну анексію Криму та Севастополя, а також мілітаризацію Москвою півострова та істотне погіршення ситуації із захистом прав людини, яке там відбувається.
Європейський Союз зобов’язався надалі підтримувати децентралізацію, розвиток громадянського суспільства, боротьбу з корупцією та інші реформи, а також пообіцяв продовжувати сприяти у протидії гібридним і кібер-загрозам та дезінформації.
Сторони погодилися оновити енергетичний додаток до Угоди про асоціацію і вести роботу із реформи ринку газу та електроенергії, включно із завершенням процесу анбандлінгу задля інтеграції України до Енергетичного ринку ЄС. Був підтверджений статус України як стратегічної для транзиту газу держави, що забезпечує його безпечне постачання до ЄС.

### 22-й саміт (2020)
6 жовтня 2020 року у Брюсселі відбувся 22-й Саміт Україна – Європейський Союз. Українську делегацію очолював Президент України Володимир Зеленський. Європейський Союз був представлений Президентом Європейської Ради Шарлєм Мішелем та Високим представником ЄС із зовнішньої і безпекової політики, Віце-президентом Європейської Комісії Жозепом Боррелем, який виступав від імені Президента Європейської Комісії.
Цей захід найвищого рівня став першим, який ЄС провів з третьою державою з початку пандемії COVID-19. Сторони обговорили проблеми, зумовлені пандемією, домовилися оперативно обмінюватися інформацією та вдосконалювати співпрацю в сфері охорони здоров’я.
Лідери погодилися повною мірою використовувати потенціал Угоди про асоціацію і підкреслили важливість продовження її виконання Україною. Вони привітали досягнення в імплементації Угоди про асоціацію, зокрема Поглибленої і всеосяжної зони вільної торгівлі, яка сприяла зростанню двосторонньої торгівлі на близько 65% з початку її застосування у січні 2016 року (ЄС став найбільшим торговельним партнером України).
Було домовлено вивчити шляхи покращення імплементації ПВЗВТ з метою поліпшення умов двосторонньої торгівлі та у 2021 році здійснити всебічний огляд ступеню досягнення цілей Угоди про асоціацію.
Сторони підтвердили рішуче засудження порушення Росією суверенітету і територіальної цілісності України як наслідок агресії, розпочатої у лютому 2014 року, а також незаконної анексії нею Криму та Севастополя, мілітаризації півострова, серйозного погіршення ситуації з правами людини на півострові, обмеження свободи поїздок громадян України до Кримського півострова та з нього.
Було високо оцінено конструктивний підхід України у Нормандському форматі і Тристоронній контактній групі та закликано Росію діяти відповідно, зокрема повністю взяти на себе відповідальність та використати свій значний вплив на підтримувані нею незаконні збройні формування на території ОРДЛО, негайно припинити надання їм фінансової та військової підтримки. Було засуджено впроваджувані Росією заходи зі спрощеного надання громадянам України російського громадянства, що суперечить Мінським домовленостям.
Європейський Союз привітав початок проведення земельної реформи в Україні, ухвалення закону про регулювання банківської діяльності та досягнутий у процесі децентралізації прогрес, а також схвалив початок роботи Вищого антикорупційного суду.

### 23-й саміт (2021)
12 жовтня 2021 року у Києві відбувся 23-й Саміт Україна – Європейський Союз, який проводили президенти України, Європейської ради та Єврокомісії – Володимир Зеленський, Шарль Мішель та Урсула фон дер Ляєн.
Напередодні саміту понад 20 експертів з 15 аналітичних центрів та громадських обʼєднань України спільними зусиллями визначили показники, за якими можна було б оцінити успішність саміту, а також визначили середньострокові завдання у виконанні Угоди про асоціацію та пріоритети її оновлення за 10 тематичними напрямками.
За підсумками саміту сторони ухвалили спільну заяву з 25 пунктів, яка зачіпає всі сфери співпраці між Україною та ЄС. Серед найважливіших домовленостей саміту були:
- підтримка Євросоюзом «антиолігархічного закону»;
- згода ЄС сприймати Україну, Молдову та Грузію, три держави, які прагнуть вступити до ЄС у майбутньому, як окрему групу, «асоційоване тріо»;
- зобов’язання України та ЄС про «готовність повністю поважати права осіб, що належать до національних меншин» (норма додана за наполяганням Угорщини);
- посиленна співпраці у рамках Спільної політики безпеки та оборони (CSDP);
- зміна ставлення до Угоди про асоціацію з боку ЄС і наголос про взаємні зобовʼязання у її виконанні;
- ЄС дав згоду на переговори про зміну митних ставок, а Україна зобовʼязалася вирішити проблему з мораторієм на експорт лісу-кругляка;
- згода на оновлення додатків до Угоди;
- підписання Угоди про Спільний авіаційний простір між Україною та ЄС, так званого «відкритого неба»;
- виділення траншу у 600 млн євро Україні, незважаючи на незадовільне виконання зобовʼязань перед МВФ;
- підтвердження збереження санкцій, та й загалом підходу ЄС до відносин з Росією, зокрема згода шукати спільного виходу з газової кризи розвʼязаної Росією.

Також Україну було долучено до грантової програми «Горизонт-Європа», та продовженню участь України у програмі «Креативна Європа». Водночас до саміту не вдалося узгодити рішення про початок роботи в Україні військової навчальної місії ЄС.
Також у заявах та неформальних розмовах з журналістами посадовці ЄС наголошували, що реформи в Україні мають продовжуватися, і що особливо важливо завершити реформи судової системи, Конституційного суду та СБУ.
Загалом експерти оцінили саміт як успішний і такий, що сприяє розвитку відносини між Україною та ЄС.

### 24-й саміт (2023)
24-ий саміт пройшов 3 лютого 2023 року у Києві.  Спочатку очікувалося, що саміт відбудеться у грудні 2022 року в Брюсселі, однак зрештою його перенесли на початок 2023 року. Серед неофіційних причин відтермінування називався брак реальних результатів такої зустрічі з боку ЄС, зокрема проблеми із затвердженням обіцяного у рамках G7 пакету макрофінансової допомоги для України на суму 18 млрд євро. Цей пакет зрештою був затверджений 15 грудня 2022 року.
2 лютого 2023 року у Києві відбулося спільне засідання Єврокомісії та Кабінету Міністрів України, за підсумками якого було підписано угоду про участь України в програмі ЄС «Єдиний ринок», одним з основних компонентів якого є розвиток конкурентоспроможності бізнесу.
В спільній заяві після саміту йдеться про те, що "майбутнє України та її громадян – у Європейському Союзі". Зазначається, що Київ має виконати усі сім критеріїв, які були визначені для початку перемовин про вступ до ЄС при наданні Україні статусу кандидата на вступ, щоб розпочати самі перемовини. ЄС "визнав значні зусилля, які Україна продемонструвала протягом останніх місяців у досягненні цілей, що лежать в основі її статусу кандидата на членство в ЄС, привітав реформаторські зусилля України у такі важкі часи та закликав країну продовжувати цей шлях і виконувати умови, визначені у висновку Комісії щодо заявки України на членство, з метою просування до майбутнього членства в ЄС", але були висловлені зауваження щодо процедури відбору суддів Конституційного Суду.
Також ЄС привітав намір України почати адаптацію права ЄС (acquis) ще до початку перемовин про вступ.
ЄС вчергове визнав територіальну цілісність України, але вперше в міжнародному документі було визнано право України на деокупацію Криму військовим шляхом. Також ЄС визнав необхідність посилення санкційного тиску на Росію.